# Symplocos nuda
Symplocos nuda är en tvåhjärtbladig växtart som beskrevs av Alexander von Humboldt och Bonpl. Symplocos nuda ingår i släktet Symplocos och familjen Symplocaceae. Inga underarter finns listade i Catalogue of Life.